# سابينغتون (ميزوري)

موقع سابينغتون

سابينغتون (بالإنجليزية: Sappington)‏ هي إحدى المجتمعات الفردية (غير مصنفة) في ولاية ميزوري في الولايات المتحدة الأمريكية.  يقطنها   7,287  نسمة سنة 2000 حسب تعداد الولايات المتحدة لسنة 2000.

## التركيبة السكانية
حدّد مكتب تعداد الولايات المتحدة بيانات التركيبة السكانية لسابينغتون في تعداد الولايات المتحدة. في ما يلي، التركيبة السكانية حسب تعدادي 2000 و2010.

### تعداد عام 2000
بلغ عدد سكان سابينغتون 7,287 نسمة بحسب تعداد عام 2000، وبلغ عدد الأسر 3,403 أسرة وعدد العائلات 2,038 عائلة مقيمة في المنطقة السكنية. في حين سجلت الكثافة السكانية 1,071.6 نسمة لكل كيلومتر مربع (2,775.4/ميل2). وبلغ عدد الوحدات السكنية 3,530 وحدة بمتوسط كثافة قدره 519.1 لكل كيلومتر مربع (1,344.5/ميل2).
وتوزع التركيب العرقي للمنطقة السكنية بنسبة 96.53% من البيض و0.64% من الأمريكيين الأفارقة و0.11% من الأمريكيين الأصليين و1.83% من الأمريكيين ذوي الأصول الآسيوية و0.12% من الأعراق الأخرى و0.77% من عرقين مختلطين أو أكثر و1.03% من الهسبانيون أو اللاتينيون من أي عرق.
بلغ عدد الأسر 3,403 أسرة كانت نسبة 22.3% منها لديها أطفال تحت سن الثامنة عشر تعيش معهم، وبلغت نسبة الأزواج القاطنين مع بعضهم البعض 49.3% من أصل المجموع الكلي للأسر، ونسبة 8.2% من الأسر كان لديها معيلات من الإناث دون وجود شريك،  بينما كانت نسبة 2.4% من الأسر لديها معيلون من الذكور دون وجود شريكة وكانت نسبة 40.1% من غير العائلات. تألفت نسبة 36.5% من أصل جميع الأسر من عدة أفراد يعيشون في نفس المنزل ونسبة 19.7% كانت تتألف من شخص يعيش بمفرده يبلغ من العمر 65 عاماً أو أكثر. وبلغ متوسط حجم الأسرة المعيشية 2.14، أما متوسط حجم العائلات فبلغ 2.81.
بلغ العمر الوسطي للسكان 46.1 عاماً. وكانت نسبة 18.5% من القاطنين تحت سن الثامنة عشر، وكانت نسبة 6.7% بين الثامنة عشر والرابعة والعشرين عاماً، ونسبة 23.3% كانت واقعةً في الفئة العمرية ما بين الخامسة والعشرين والرابعة والأربعين عاماً، ونسبة 25.6% كانت ما بين الخامسة والأربعين والرابعة والستين، ونسبة 25.7% كانت ضمن فئة الخامسة والستين عاماً فما فوق. يوجد لكل 100 أنثى 85.3 ذكر، ويوجد لكل 100 أنثى في الثامنة عشر من عمرها فما فوق 80.0 ذكر.
بلغ متوسط دخل الأسرة في المنطقة السكنية 44,117 دولارًا، أما متوسط دخل العائلة فبلغ 57,897 دولارًا. وكان متوسط دخل الذكور 43,565 دولارًا مقابل 30,906 دولارًا للإناث. وسجل دخل الفرد الخاص بالمنطقة السكنية 26,727 دولارًا. وكانت نسبة 2.1% من العائلات ونسبة 2.9% من السكان تحت خط الفقر، وكان من هؤلاء نسبة 3.7% تحت سن الثامنة عشر ونسبة 3.7% في الخامسة والستين من العمر وما فوق.

### تعداد عام 2010
بلغ عدد سكان سابينغتون 7,580 نسمة بحسب تعداد عام 2010، وبلغ عدد الأسر 3,520 أسرة وعدد العائلات 2,066 عائلة مقيمة في المنطقة السكنية. في حين سجلت الكثافة السكانية 1,114.7 نسمة لكل كيلومتر مربع (2,887.1/ميل2). وبلغ عدد الوحدات السكنية 3,756 وحدة بمتوسط كثافة قدره 552.4 لكل كيلومتر مربع (1,430.7/ميل2).
وتوزع التركيب العرقي للمنطقة السكنية بنسبة 93.63% من البيض و1.48% من الأمريكيين الأفارقة و0.11% من الأمريكيين الأصليين و2.72% من الأمريكيين ذوي الأصول الآسيوية و0.04% من سكان جزر المحيط الهادئ و0.37% من الأعراق الأخرى و1.66% من عرقين مختلطين أو أكثر و1.93% من الهسبانيون أو اللاتينيون من أي عرق.
بلغ عدد الأسر 3,520 أسرة كانت نسبة 23.4% منها لديها أطفال تحت سن الثامنة عشر تعيش معهم، وبلغت نسبة الأزواج القاطنين مع بعضهم البعض 46.1% من أصل المجموع الكلي للأسر، ونسبة 9.3% من الأسر كان لديها معيلات من الإناث دون وجود شريك،  بينما كانت نسبة 3.3% من الأسر لديها معيلون من الذكور دون وجود شريكة وكانت نسبة 41.3% من غير العائلات. تألفت نسبة 37.6% من أصل جميع الأسر من عدة أفراد يعيشون في نفس المنزل ونسبة 19.4% كانت تتألف من شخص يعيش بمفرده يبلغ من العمر 65 عاماً أو أكثر. وبلغ متوسط حجم الأسرة المعيشية 2.15، أما متوسط حجم العائلات فبلغ 2.85.
بلغ العمر الوسطي للسكان 47.2 عاماً. وكانت نسبة 19.7% من القاطنين تحت سن الثامنة عشر، وكانت نسبة 6.2% بين الثامنة عشر والرابعة والعشرين عاماً، ونسبة 21.2% كانت واقعةً في الفئة العمرية ما بين الخامسة والعشرين والرابعة والأربعين عاماً، ونسبة 28.8% كانت ما بين الخامسة والأربعين والرابعة والستين، ونسبة 24.1% كانت ضمن فئة الخامسة والستين عاماً فما فوق. وتوزع التركيب الجنسي للسكان بنسبة 47% ذكور و53% إناث.

## أعلام
- ميلدريد استير ماتياس